# برازجان
برازجان هي مدينة إيرانية، وهي مركز مقاطعة دشتستان التابعة لمحافظة بوشهر. يصل عدد سكانها إلى حوالي 92,000 نسمة ، وهم من الفرس الذين يتكلمون الفارسية.